# 紹英
紹英（1861年—1925年），滿洲鑲黃旗人，馬佳氏，字越千。清朝末年官员。

## 生平
紹英初以蔭生任職于工程處。義和團運動至八國聯軍侵華前後，他任職于步軍統領衙門，辦警政。光緒二十八年（1902年），任京師大學堂提調。光緒二十九年（1903年），任商部左參議，升商部右丞。光緒三十一年（1905年）紹英奉派與載澤、端方、戴鸿慈、徐世昌出洋考察政治，臨行时被革命党人吴樾行刺，遂未成行。其後，署理商部左丞，升任戶部右侍郎、度支部左侍郎。宣統三年（1911）七月，紹英署度支部大臣。1912年清室退位後，在溥儀的小朝廷内任總管內務府大臣。
民國二年（1913年）12月20日，由國務總理呈請大總統任命為管理左右翼前鋒營、八旗護軍營事務。四年（1915年）2月23日，任命為護軍管理處都護使。

## 著作
《绍英日记》（现代版，2009，2018）。

## 家庭
- 祖：礼部尚书昇寅
- 父：养父奉天府尹、盛京将军宝珣
- 嫡母：董佳氏
- 生母：曹氏
- 生父：保定知府宝琳（叔父）。
- 胞兄：咸豐丙辰科進士紹祺。
- 元配：宗室氏（父贝子綿勋，祖父宗室永松，曾祖画家弘旿，高祖諴恪親王允祕、康熙帝之二十四子），婚后不久卒。
- 继妻：（红带子）觉罗氏（父觉罗三德，先祖塔察篇古）。
- 二子：世杰（继妻出）；世良（妾孙氏出），辑有《马佳氏家乘》。
- 诸孙：世杰生十子：延续、延顺、延森、延绥、延通、延绩、延龄、延谷、延石、延懿。世良（绍彝养子）生二子：延霁、延霱
- 绍英家人世居北京朝阳门内南小街新鲜胡同至今。
- 著名京剧艺术家马玉琪为绍英外孙。

## 著作
- 光緒庚子年避難日記